# Hattrick
Hattrick (comumente abreviado como HT) é um browser game do tipo WBMMOG, onde você controla um clube de futebol. Atualmente, o jogo possui 152 países diferentes, cada um com suas própria liga de times e está disponível em 53 línguas diferentes (incluindo português). Em janeiro de 2025, o jogo possuía aproximadamente 200.000 jogadores ativos, cada um com seu próprio time. O jogo conta também com uma Wikipédia própria.
O Hattrick foi criado por Björn Holmér, e desde seu início, em 1997, é um projeto voltado para a comunidade. A dedicação dos jogadores ao jogo tem significado muito no sentido de torná-lo o que ele é hoje. A Hattrick Ltd é proprietária e administradora do Hattrick, gerenciada por Johan Gustafson. O Hattrick é desenvolvido pela Extralives AB. O Hattrick continuará a sua política de interagir com os usuários. Sempre estaremos alertas às suas opiniões sobre novas ferramentas para o jogo, design, publicidade, patrocinadores, e assim por diante.
O jogo é grátis, mas existe um pacote de recursos adicionais para sócios e um serviço de mensagens via celular, ambos os serviços estão disponíveis para comprar dentro do jogo. Assim como outra jogo de gerenciamento de time, o jogador deve definir posições aos jogadores, definir tácticas e estratégias. Hattrick está sempre em desenvolvimento, recebendo novos recursos constantemente.

## Jogabilidade
A ideia básica do Hattrick é controlar um time de futebol de forma sábia, comprando e vendendo jogadores, definindo a escalação, expandindo o estádio, etc. Cada usuário do Hattrick possui seu próprio time, no qual tem total responsabilidade pelas decisões tomadas.
O país com o maior número de usuários é a Itália com 23.946 usuários ativos, seguida pela Alemanha com 17.622.

### Países participantes
| Lista de Países com Liga no HT |                 |                    |                      |
| África do Sul                  | Costa do Marfim | Irlanda            | Paquistão            |
| Albânia                        | Costa Rica      | Irlanda do Norte   | Paraguai             |
| Alemanha                       | Croácia         | Islândia           | Peru                 |
| Andorra                        | Dinamarca       | Israel             | Polônia              |
| Angola                         | Egito           | Itália             | Portugal             |
| Arábia Saudita                 | El Salvador     | Jamaica            | Catar                |
| Argélia                        | Emirados Árabes | Japão              | Quênia               |
| Argentina                      | Equador         | Jordânia           | Quirguistão          |
| Armênia                        | Escócia         | Kuwait             | República Dominicana |
| Áustria                        | Eslováquia      | Letônia            | Chéquia              |
| Azerbaijão                     | Eslovênia       | Líbano             | Roménia              |
| Bahrein                        | Espanha         | Liechtenstein      | Rússia               |
| Bangladesh                     | Estados Unidos  | Lituânia           | Senegal              |
| Barbados                       | Estónia         | Luxemburgo         | Sérvia               |
| Bélgica                        | Filipinas       | Macedônia do Norte | Síria                |
| Benim                          | Finlândia       | Malásia            | Suécia               |
| Bielorrússia                   | França          | Maldivas           | Suíça                |
| Bolívia                        | Gana            | Malta              | Suriname             |
| Bósnia e Herzegovina           | Geórgia         | Marrocos           | Tailândia            |
| Brasil                         | Grécia          | México             | Taipé Chinesa        |
| Brunei                         | Guatemala       | Moçambique         | Tanzânia             |
| Bulgária                       | Países Baixos   | Moldávia           | Trinidad e Tobago    |
| Cabo Verde                     | Honduras        | Mongólia           | Tunísia              |
| Camboja                        | Hong Kong       | Montenegro         | Turquia              |
| Canadá                         | Hungria         | Nicarágua          | Ucrânia              |
| Cazaquistão                    | Iêmen           | Nigéria            | Uganda               |
| Chile                          | Ilhas Feroé     | Noruega            | Uruguai              |
| China                          | Índia           | Oceania            | Venezuela            |
| Chipre                         | Indonésia       | Omã                | Vietname             |
| Singapura                      | Inglaterra      | País de Gales      | Cuba                 |
| Colômbia                       | Irão            | Palestina          | Camarões             |
| Coreia do Sul                  | Iraque          | Panamá             | Uzbequistão          |

### Distribuição geográfica
| Distribuição Continental dos times Hattrick |        |                |            |
| Continente                                  | Países | Usuários Total | % Usuários |
| Europa                                      | 47     | 785,950        | 81.9%      |
| América do Sul                              | 11     | 117,930        | 12.3%      |
| Ásia                                        | 37     | 31,843         | 3.3%       |
| América do Norte e Central                  | 14     | 17,661         | 1.8%       |
| Oceania                                     | 1      | 4,613          | 0.5%       |
| África                                      | 16     | 2,017          | 0.2%       |
| Total                                       | 124    | 960,014        | 100%       |
| 23 de Fevereiro de 2009                     |        |                |            |

Os dados indicam que os dois maiores mercados para o Hattrick são América do Sul e Europa, muito ao contrário da maioria outros MMOGs onde América do Norte e a Ásia são os maiores mercados. Vários países têm tido um grande interesse incomum no Hattrick, como as Ilhas Faroé, que chegou a contar com uma base de usuários de 1/69 de toda a população do país. Atualmente, a nação mais concentrada é Liechtenstein, pouco menos de 1% da população total estão inscritos como membros (de acordo com os HTs em 20 de fevereiro de 2009). Finlândia, Suíça, Dinamarca, Portugal e o país de origem do jogo a Suécia também estão entre os países com maior percentual de usuários em relação a sua população. Por outro lado, países como Índia, China e Japão já existem há muito tempo no Hattrick, mas não conseguiram atrair uma grande base de usuários.
Porém o país com o maior número de usuários ativos em 1º de Fevereiro de 2010 é a Espanha com 96.398 usuários (0,209% da população), seguida pela Itália com 84.133 (0,143%) e da Alemanha com 72.494 (0,089%). Os país com o menor número de usuários ativos são a Camboja e o Suriname com apenas 26 usuários.
O Brasil possui 4.004 usuários ativos (dados de março/21).

### Fórums
Existem fóruns para cada série, país, região e federações, além de um fórum global. Existem também fóruns para dúvidas e discussões não pertinentes ao Hattrick. Todos os fóruns são moderador por GameMasters (GM's) e Moderadores (MOD's).

### Liga e Copa Nacional
Cada país possui uma liga que é dividida em séries. As séries abaixo da principal possuem também divisões por grupos, onde os times jogam entre si em turno e returno, o número de séries e de grupos são definidos de acordo com o número de usuários do país.
Cada país possui também uma copa que é disputada por todos os times. A disputa é feito no sistema eliminatório.
O campeão da liga principal e o da copa garante vaga no Hattrick Masters. Se um mesmo time for campeão da copa e da liga principal ele será o único representante do seu país.
Os países com o maior número de edições em sua liga nacional são Argentina, Dinamarca, Alemanha, Inglaterra, França, Italia, México, Finlândia, Suécia e Estados Unidos. O Brasil e Portugal já tiveram 65 edições (março/21) de seus campeonatos nacionais.
| Sistema de Promoção e Rebaixamento da Liga do Hattrick |                                    |                                              |                                              |                                    |                                    |
| Posição                                                | Divisão I Resultado                | Div. II, III, IV, V                          | Div. VI                                      | Div. VII                           | Div. VIII ou menores               |
| 1º                                                     | Campeão Nacional                   | Promovido ou Qualificado para uma repescagem | Promovido ou Qualificado para uma repescagem | Promovido                          |                                    |
| 2º                                                     |                                    |                                              |                                              | Promovido                          |                                    |
| 3º                                                     | Equipe permanece em sua liga atual | Equipe permanece em sua liga atual           | Equipe permanece em sua liga atual           | Equipe permanece em sua liga atual | Equipe permanece em sua liga atual |
| 4º                                                     | Equipe permanece em sua liga atual | Equipe permanece em sua liga atual           | Equipe permanece em sua liga atual           | Equipe permanece em sua liga atual | Equipe permanece em sua liga atual |
| 5º                                                     | Respescagem para Rebaixamento*     | Respescagem para Rebaixamento*               |                                              |                                    |                                    |
| 6º                                                     | Respescagem para Rebaixamento*     | Respescagem para Rebaixamento*               |                                              |                                    |                                    |
| 7º                                                     | Rebaixado*                         | Rebaixado*                                   | Rebaixado*                                   | Rebaixado*                         | Rebaixado*                         |
| 8º                                                     | Rebaixado*                         | Rebaixado*                                   | Rebaixado*                                   | Rebaixado*                         | Rebaixado*                         |
| * - Exceto ser for a última divisão do país            |                                    |                                              |                                              |                                    |                                    |

### Copa do Mundo Hattrick
Desde a temporada 15, países enfrentam-se de uma forma bem similar ao futebol real, cada nação possui um time principal e um sub-20 com jogadores nascidos no país. A escolha dos técnicos de ambos os times é feita através de uma eleição.
A copa do mundo segue um processo parecido com a competição no mundo real, contando com eliminatórias e a copa em si, porém as Oitavas-de-finais e as quartas-de-finais não seguem a mesma forma de disputa da Copa do Mundo FIFA.
| Desempenho do Brasil nas Copas do Mundo HT |                                  |                                  |
| Copa                                       | Colocação                        | Colocação Sub-20                 |
| I                                          | Desclassificado na Eliminatórias |                                  |
| II                                         | Desclassificado na Eliminatórias |                                  |
| III                                        | Desclassificado na Eliminatórias |                                  |
| IV                                         | Segunda Fase (Grupo 2)           |                                  |
| V                                          | Primeira Fase (Grupo 5)          | Desclassificado na Eliminatórias |
| VI                                         | Desclassificado na Eliminatórias | Primeira Fase (Grupo 2)          |
| VII                                        | Desclassificado na Eliminatórias |                                  |
| VIII                                       | Desclassificado na Eliminatórias | Primeira Fase (Grupo 5)          |
| IX                                         | Primeira Fase (Grupo 3)          | Segunda Fase (Grupo 1)           |
| X                                          | Primeira Fase (Grupo 8)          | Desclassificado na Eliminatórias |
| XI                                         | Segunda Fase (Grupo 4)           | Segunda Fase (Grupo 2)           |
| XII                                        | Desclassificado na Eliminatórias | Primeira Fase (Grupo 8)          |
| XIII                                       | Desclassificado na Eliminatórias | Desclassificado na Eliminatórias |
| XIV                                        | Desclassificado na Eliminatórias | Desclassificado na Eliminatórias |
| XV                                         | Desclassificado na Eliminatórias | Primeira Fase (Grupo 5)          |
| XVI                                        | Desclassificado na Eliminatórias | Desclassificado na Eliminatórias |
| XVII                                       | Desclassificado na Eliminatórias | Primeira Fase (Grupo 6)          |
| XVIII                                      | Desclassificado na Eliminatórias | Desclassificado na Eliminatórias |

#### Campeões da Copa do Mundo HT
| Campeões das Copas do Mundo HT |                  |                  |                       |
| Copa                           | Campeão HT       | Vice-Campeão     | Sede                  |
| I                              | Suécia           | Inglaterra       | Japão / Coreia do Sul |
| II                             | Suécia           | Polônia          | Argentina             |
| III                            | Suécia           | Canadá           | Holanda               |
| IV                             | Noruega          | Suécia           | Estados Unidos        |
| V                              | Suécia           | Inglaterra       | Espanha               |
| VI                             | Suécia           | Escócia          | Brasil                |
| VII                            | Suécia           | Espanha          | China                 |
| VIII                           | Alemanha         | Romênia          | Alemanha              |
| IX                             | Estônia          | República Tcheca | Rússia                |
| X                              | Portugal         | Turquia          | Portugal              |
| XI                             | República Tcheca | Ucrânia          | Bélgica               |
| XII                            | Rússia           | Grécia           | Colômbia              |
| XIII                           | Alemanha         | Dinamarca        | Grécia                |
| XIV                            | Grécia           | Bélgica          | Tailândia             |
| XV                             | Noruega          | Bolívia          | África do Sul         |
| XVI                            | Dinamarca        | Suécia           | Índia                 |
| XVII                           | Chile            | Suíça            | Trinidad e Tobago     |
| XVIII                          | Polônia          | Eslovênia        | Israel                |

| Títulos por País |         |              |
| País             | Títulos | Vice-Títulos |
| Suécia           | 6       | 2            |
| Noruega          | 2       | 0            |
| Alemanha         | 2       | 0            |
| Grécia           | 1       | 1            |
| República Tcheca | 1       | 1            |
| Dinamarca        | 1       | 1            |
| Polônia          | 1       | 1            |
| Estônia          | 1       | 0            |
| Portugal         | 1       | 0            |
| Rússia           | 1       | 0            |
| Chile            | 1       | 0            |
| Inglaterra       | 0       | 2            |
| Espanha          | 0       | 1            |
| Romênia          | 0       | 1            |
| Canadá           | 0       | 1            |
| Escócia          | 0       | 1            |
| Turquia          | 0       | 1            |
| Ucrânia          | 0       | 1            |
| Bélgica          | 0       | 1            |
| Bolívia          | 0       | 1            |
| Suíça            | 0       | 1            |
| Eslovênia        | 0       | 1            |

#### Campeões da Copa do Mundo Sub-20 HT
| Campeões dos Mundiais Sub-20 HT                                                    |                |              |                      |
| Copa                                                                               | Campeão Sub-20 | Vice-Campeão | Sede                 |
| I                                                                                  | Suécia         | Oceania*     | Alemanha             |
| II                                                                                 | Suécia         | Inglaterra   | Oceania              |
| III                                                                                | Romênia        | Polônia      | Romênia              |
| IV                                                                                 | Noruega        | Espanha      | Egito                |
| V                                                                                  | Romênia        | Holanda      | Chile                |
| VI                                                                                 | Estônia        | Espanha      | Itália               |
| VII                                                                                | Noruega        | Austria      | México               |
| VIII                                                                               | Suécia         | Estônia      | Israel               |
| IX                                                                                 | Alemanha       | México       | Malásia              |
| X                                                                                  | Estônia        | Polônia      | Peru                 |
| XI                                                                                 | Romênia        | Espanha      | Finlândia            |
| XII                                                                                | Itália         | França       | Quênia               |
| XIII                                                                               | Alemanha       | Itália       | Canadá               |
| XIV                                                                                | Alemanha       | Hungria      | Irã                  |
| XV                                                                                 | Bélgica        | Espanha      | Bósnia e Herzegovina |
| XVI                                                                                | Itália         | Noruega      | Polónia              |
| XVII                                                                               | Alemanha       | Polônia      | Panamá               |
| XVIII                                                                              | Em Andamento   | Em Andamento | Finlândia            |
| * - No Hattrick todo o continente da Oceania é representado por uma única seleção. |                |              |                      |

| Títulos Sub-20 por País                                                            |         |              |
| País                                                                               | Títulos | Vice-Títulos |
| Alemanha                                                                           | 4       | 0            |
| Romênia                                                                            | 3       | 0            |
| Suécia                                                                             | 3       | 0            |
| Estónia                                                                            | 2       | 1            |
| Noruega                                                                            | 2       | 1            |
| Itália                                                                             | 2       | 1            |
| Bélgica                                                                            | 1       | 0            |
| Espanha                                                                            | 0       | 4            |
| Polónia                                                                            | 0       | 3            |
| Oceania*                                                                           | 0       | 1            |
| Inglaterra                                                                         | 0       | 1            |
| Países Baixos                                                                      | 0       | 1            |
| Áustria                                                                            | 0       | 1            |
| México                                                                             | 0       | 1            |
| França                                                                             | 0       | 1            |
| Hungria                                                                            | 0       | 1            |
| * - No Hattrick todo o continente da Oceania é representado por uma única seleção. |         |              |

### Hattrick Masters
O Hattrick Masters é o campeonato mundial de clubes onde disputam os campeões da liga principal e da copa de cada país em jogos eliminatórios.

#### Os Campeões
| Campeões Hattrick Masters |              |                     |                         |
| Torneio                   | Temporada HT | Campeão             | Vice-campeão            |
| Hattrick Masters I        | 28           | FC Barentin         | Skou United             |
| Hattrick Masters II       | 29           | The Insane          | I L.S.F.                |
| Hattrick Masters III      | 30           | Alberto Garcia      | FC Pärtna               |
| Hattrick Masters IV       | 31           | Hapoel Nahariya     | Taj Mahal               |
| Hattrick Masters V        | 32           | AC Ziky team        | IFK Ninweborg           |
| Hattrick Masters VI       | 33           | beltxis             | Jefet's Addiction       |
| Hattrick Masters VII      | 34           | Romasz              | spiroezie               |
| Hattrick Masters VIII     | 35           | Zeta                | TURKSTRIKERS            |
| Hattrick Masters IX       | 36           | Super_Stars         | FC Michelndorf          |
| Hattrick Masters X        | 37           | beltxis             | FightClub Football Club |
| Hattrick Masters XI       | 38           | Hackers United      | Innat FC                |
| Hattrick Masters XII      | 39           | Erdo                | Akris Nijmegen          |
| Hattrick Masters XIII     | 40           | Craiova Champions   | Olympique Maraviglia    |
| Hattrick Masters XIV      | 41           | FC Holcim           | Condenados FC           |
| Hattrick Masters XV       | 42           | Orda Balorda Urbino | Dandy de Tazmania       |
| Hattrick Masters XVI      | 43           | Craiova Champions   | Oravakütid              |
| Hattrick Masters XVII     | 44           | FC Wiehlmys         | P L A Y B O Y S         |
| Hattrick Masters XVIII    | 45           | FC Canniballz       | Drakonians CF           |
| Hattrick Masters XIX      | 46           | Drakonians CF       | The Darker Side         |
| Hattrick Masters XX       | 47           | bellamy_bff         | A.S. Kursaal            |
| Hattrick Masters XXI      | 48           | DEOPS               | Orda Balorda Urbino     |
| Hattrick Masters XXII     | 49           | Big Battle Axe      | Real Gentbrugge         |

#### Títulos por País
| Títulos Hattrick Masters por País |               |       |
| País                              | Nº de Títulos | Vices |
| Romênia                           | 3             | 0     |
| Polônia                           | 2             | 1     |
| Venezuela                         | 2             | 0     |
| Itália                            | 1             | 4     |
| Suécia                            | 1             | 2     |
| Estônia                           | 1             | 2     |
| Bélgica                           | 1             | 2     |
| Israel                            | 1             | 1     |
| França                            | 1             | 0     |
| Guatemala                         | 1             | 0     |
| República Tcheca                  | 1             | 0     |
| Inglaterra                        | 1             | 0     |
| Hungria                           | 1             | 0     |
| Suíça                             | 1             | 0     |
| Finlândia                         | 1             | 0     |
| Hong Kong                         | 1             | 0     |
| Grécia                            | 1             | 0     |
| Bulgaria                          | 1             | 0     |
| Rússia                            | 0             | 2     |
| Portugal                          | 0             | 1     |
| Áustria                           | 0             | 1     |
| Dinamarca                         | 0             | 1     |
| Turquia                           | 0             | 1     |
| Luxemburgo                        | 0             | 1     |
| Holanda                           | 0             | 1     |
| Espanha                           | 0             | 1     |
| África do Sul                     | 0             | 1     |

## Opções VIP
O Hattrick é um jogo grátis, porem, existem algumas opções (totalmente opcionais) pagas, como o Sócio-HT. Existe também um serviço de mensagens com informações das partidas em andamento através do SMS e alguns souvenirs oferecidos na loja do jogo.

### Sócio-HT
O Sócio-HT habilita algumas opções adicionais no jogo, mas estas opções não dão ao time vantagem real e direta dentro do jogo.
Sócios-HT podem criar ou juntar-se a Federações (que são essencialmente fóruns extras). Podem colocar um logo/escudo para o time, desenhar seu próprio uniforme, redigir boletins para a imprensa, criar um Hall da fama, estatísticas exclusivas e inúmeras outras vantagens.